# Nefropatia diabètica
La nefropatia diabètica, també coneguda com a malaltia renal diabètica, és la pèrdua crònica de la funció renal que es produeix en persones amb diabetis mellitus. La nefropatia diabètica és la principal causa d'insuficiència renal crònica (IRC) i de la forma terminal (IRT) a nivell mundial. La tríada de la filtració de proteïnes a l'orina (proteïnúria o albuminúria), l'augment de la pressió arterial (hipertensió) i, a continuació, la disminució de la funció renal és comuna a moltes formes d'IRC. La pèrdua de proteïnes a l'orina a causa del dany dels glomèruls pot arribar a ser massiva i provocar una baixos nivells d'albúmina sèrica amb una inflor corporal generalitzada (edema) que s'anomena síndrome nefròtica. De la mateixa manera, la taxa de filtració glomerular (TFG) estimada pot baixar progressivament d'una normal de més de 90 ml/min/1,73 m² a menys de 15, moment en què es diu que el pacient té una malaltia renal en fase terminal. Normalment, és lentament progressiu al llarg dels anys.
Les anomalies fisiopatològiques de la nefropatia diabètica solen començar amb nivells de glucosa en sang mal controlats durant molt de temps. Això és seguit de múltiples canvis en les unitats de filtració dels ronyons, els nefrons. (Normalment hi ha entre 750.000 i 1,5 milions de nefrons a cada ronyó adult). Inicialment, hi ha constricció de les arterioles eferents i dilatació de les arterioles aferents, amb la consegüent hipertensió capil·lar glomerular i hiperfiltració, especialment a mesura que els nefrons es deterioren i l'adaptació de la hiperfiltració provoca, paradoxalment, més danys relacionats amb l'estrès de filtratge als delicats capil·lars glomerulars, més proteïnúria, augment de la pressió arterial i un cercle viciós de dany addicional al nefró, amb la consegüent disminució de la funció renal general. Al mateix temps, hi ha canvis dins del mateix glomèrul: aquests inclouen un engrossiment de la membrana basal, un eixamplament de les membranes de fenedures dels podòcits, un augment del nombre de cèl·lules mesangials i un augment de la matriu mesangial. Aquesta matriu envaeix els capil·lars glomerulars i produeix uns dipòsits anomenats nòduls de Kimmelstiel-Wilson. Les cèl·lules mesangials i la matriu poden expandir-se i consumir progressivament tot el glomèrul, tancant la filtració.

## Prevenció i tractament
L'estat de la nefropatia diabètica es pot controlar mesurant dos valors: la quantitat de proteïnes a l'orina - proteïnúria; i una anàlisi de sang anomenada creatinina sèrica. La quantitat de proteïnúria reflecteix el grau de dany en els glomèruls que encara funcionen. El valor de la creatinina sèrica es pot utilitzar per calcular la taxa de filtració glomerular estimada, que reflecteix el percentatge de glomèruls que ja no filtren la sang. El tractament amb un inhibidor de l'enzim conversiu de l'angiotensina o antagonista dels receptors d'angiotensina II, que dilaten l'arteriola que surt del glomèrul, reduint així la pressió arterial dins dels capil·lars glomerulars, poden retardar (però no aturar) la progressió de la malaltia. També es creu que tres classes de medicaments per a la diabetis: agonistes del receptor GLP-1, inhibidors de la DPP-4 i inhibidors d'SGLT2, frenen la progressió de la nefropatia diabètica.

## Epidemiologia
La nefropatia diabètica és la causa més freqüent de malaltia renal en fase terminal i és una complicació greu que afecta aproximadament una quarta part dels adults amb diabetis als Estats Units. Les persones afectades amb malaltia renal en fase terminal sovint requereixen hemodiàlisi i, finalment, trasplantament de ronyó per substituir la funció renal fallida. En determinats casos, algunes lesions també poden ser reversibles mitjançant un trasplantament d'altres òrgans afectats. La nefropatia diabètica s'associa amb un augment del risc de mort en general, especialment per malalties cardiovasculars.